# Guido de Marco
Guido de Marco (født 22. juli 1931, død 12. august 2010) var Maltas præsident fra 1999-2004.